# Börge Lindau
John Gustav Börge Lindau, född 9 mars 1932 i Åhus i Kristianstads län, död där 29 april 1999, var en svensk inredningsarkitekt och möbelformgivare.
Efter studerade vid Slöjdföreningens skola i Göteborg. Han innehade tillsammans med Bo Lindekrantz eget kontor i Helsingborg 1964–1986, till vars första uppdrag hörde  inredningen av Form/Design Center i Malmö. År 1965 inledde Lindau och Lindekrantz ett samarbete med Lammhults Möbel AB inleddes 1965, inom vilket de kom att utveckla en av Sveriges mest framgångsrika kollektioner av möbler för offentlig miljö. Deras modeller byggde inte sällan på klassiska förlagor, bland annat Bauhausskolans stålrörsmöbler. De tilldelades även Lunningpriset 1969. Efter att samarbetet med Lindekrantz avslutats 1986 startade Lindau den egna verksamheten Blå Station, där han utvecklade möbler i skiktlimmat trä och metall med ett minimalistiskt formspråk.